# Inundatie van Walcheren

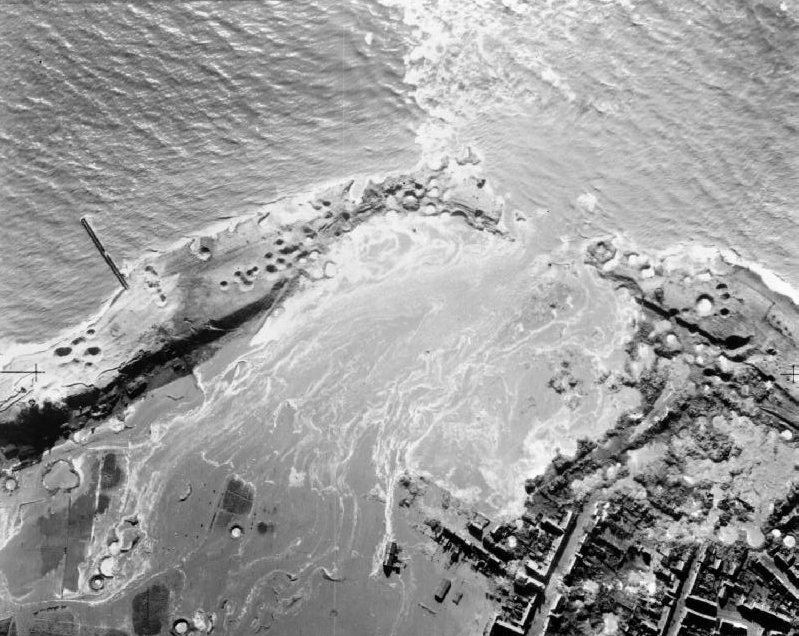
Dijkdoorbraak bij Westkapelle

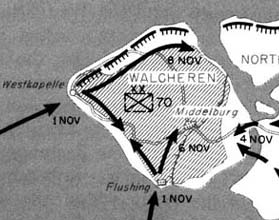
Kaart met het ondergelopen land en de troepenbewegingen van de geallieerden

De inundatie van Walcheren is de onderwaterzetting van het Zeeuwse eiland Walcheren op 3 oktober 1944 door geallieerde luchtbombardementen van de zeedijken. Oogmerk was de Duitse militaire positie te verzwakken. Het herstellen van de dijken duurde van november 1944 tot 5 februari 1946, toen het laatste dijkgat gesloten werd.

## Reden
Op 4 september 1944 was de vrijwel onbeschadigde haven van Antwerpen in handen van de geallieerden gevallen. Vandaar trokken deze op naar Zeeuws-Vlaanderen, dat voor het eind van de maand oktober was bevrijd. Doordat aan de overkant van de Schelde het Duitse leger zich verschanst had was het echter onmogelijk de voor de oorlogsvoering uiterst belangrijke aanvoerhaven te gebruiken. De Duitsers hadden, vooral op Walcheren, grote bunkerstellingen met vérdragend geschut gebouwd. Het geallieerde opperbevel besloot een strategische inundatie van Walcheren te veroorzaken door de zeedijken stuk te bombarderen. De bedoeling was met name het zware geschut buiten werking te stellen door het veroorzaken van kortsluiting in de elektrische leidingen en door vernieling van de wegen. 

## Bombardementen

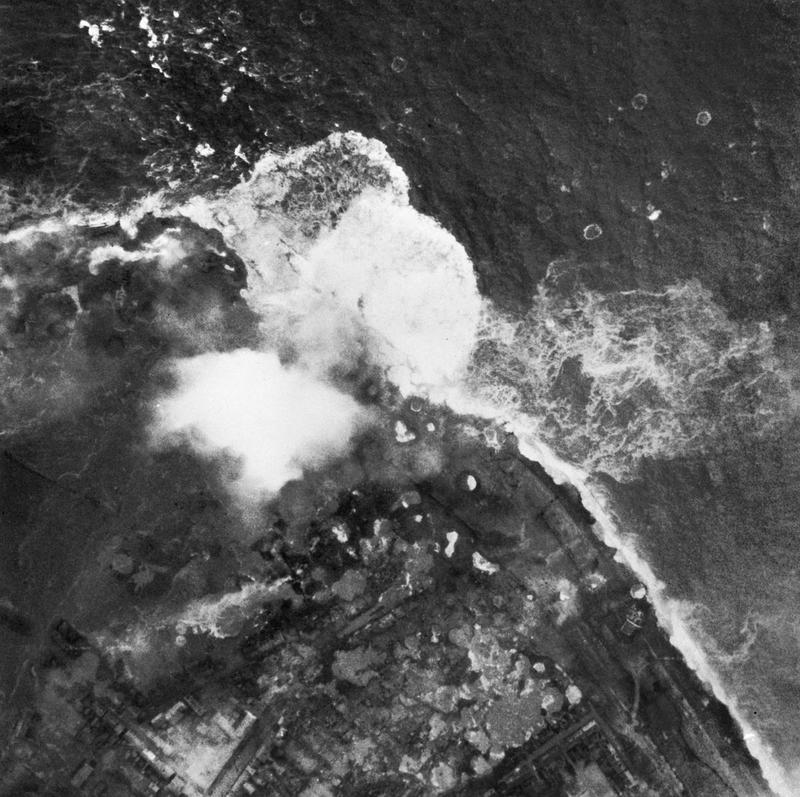
Het bombardement op Westkapelle op een luchtfoto

Op 3 oktober 1944 om twee uur 's middags bombardeerde de RAF de zeedijk bij Westkapelle, nadat een dag tevoren de bevolking was gewaarschuwd met Nederlandstalige pamfletten. Deze waren afgeworpen boven Walcheren en Zuid-Beveland. De tekst was echter zo cryptisch dat ze pas begrepen werd na de gebeurtenissen. Bovendien waren er beperkingen afgekondigd met betrekking tot het reizen op hoofdwegen en was het land bezaaid met mijnen. Behalve dat er een bres van zo'n 30 meter ontstond (die later door erosie uitgroeide tot 125 meter), werd bij het bombardement ook het dorp Westkapelle verwoest, waarbij 158 mensen om het leven kwamen. 
Het resultaat van het eerste luchtbombardement was onvoldoende en op 7 oktober tussen 13:00 en 15:00 uur werden de dijken bij Fort de Nolle in Vlissingen en bij Ritthem tussen Fort Zoutman en Fort Rammekens gebombardeerd. Op die laatste plaats werd meteen al een bres van 300 meter geslagen, bij Vlissingen bleef het bij 50 meter. Hoewel het water nu wat sneller oprukte, was het nog niet genoeg en op 11 oktober werd ook de dijk tussen Veere en Vrouwenpolder op verschillende plaatsen vernield en op 17 oktober volgde nog een tweede bombardement bij Westkapelle. Tot slot werden op 24 oktober de schutsluizen bij Vlissingen gebombardeerd waardoor het zeewater door het Kanaal door Walcheren kon binnenstromen. Bij de bombardementen werden gewone bommen gebruikt maar ook tijdbommen die pas na enige tijd ontploften, soms tot laat in de avond. Plannen van de Duitsers om nooddijken aan te leggen leden schipbreuk door de onwil van de bevolking zich hiervoor in te laten schakelen. Enkele dagen na de bombardementen heeft de Duitse verdediging zich op geïsoleerde hooggelegen stellingen teruggetrokken.

## Strijd om Walcheren
De landaanval begon op 1 november met het optrekken uit zee van Engelse en Canadese troepen naar Westkapelle en Vlissingen, terwijl Canadese en Schotse troepen, die eerder bij Hoedekenskerke en Baarland op Zuid-Beveland waren geland, de Sloedam optrokken. Bij Westkapelle lukte het op twee plaatsen om aan land te komen. Eén groep trok op richting Domburg, de andere richting Vlissingen. Het kostte de optrekkende geallieerden enkele dagen om Vlissingen te veroveren, geholpen door artilleriebombardementen vanaf schepen en uit Zeeuws-Vlaanderen. De Canadese troepen trokken van het oosten uit op in de richting Veere. Op 8 november was het Duitse leger op Walcheren verslagen. Nadat in de Schelde honderden zeemijnen geveegd waren door de Royal Navy kon eind november naar Antwerpen gevaren worden. Op 16 december 1944 begonnen de Duitsers het Ardennenoffensief, manschappen en materieel dat de geallieerden hard nodig hadden om die aanval te weerstaan werden via Antwerpen aangevoerd.

## Gevolgen

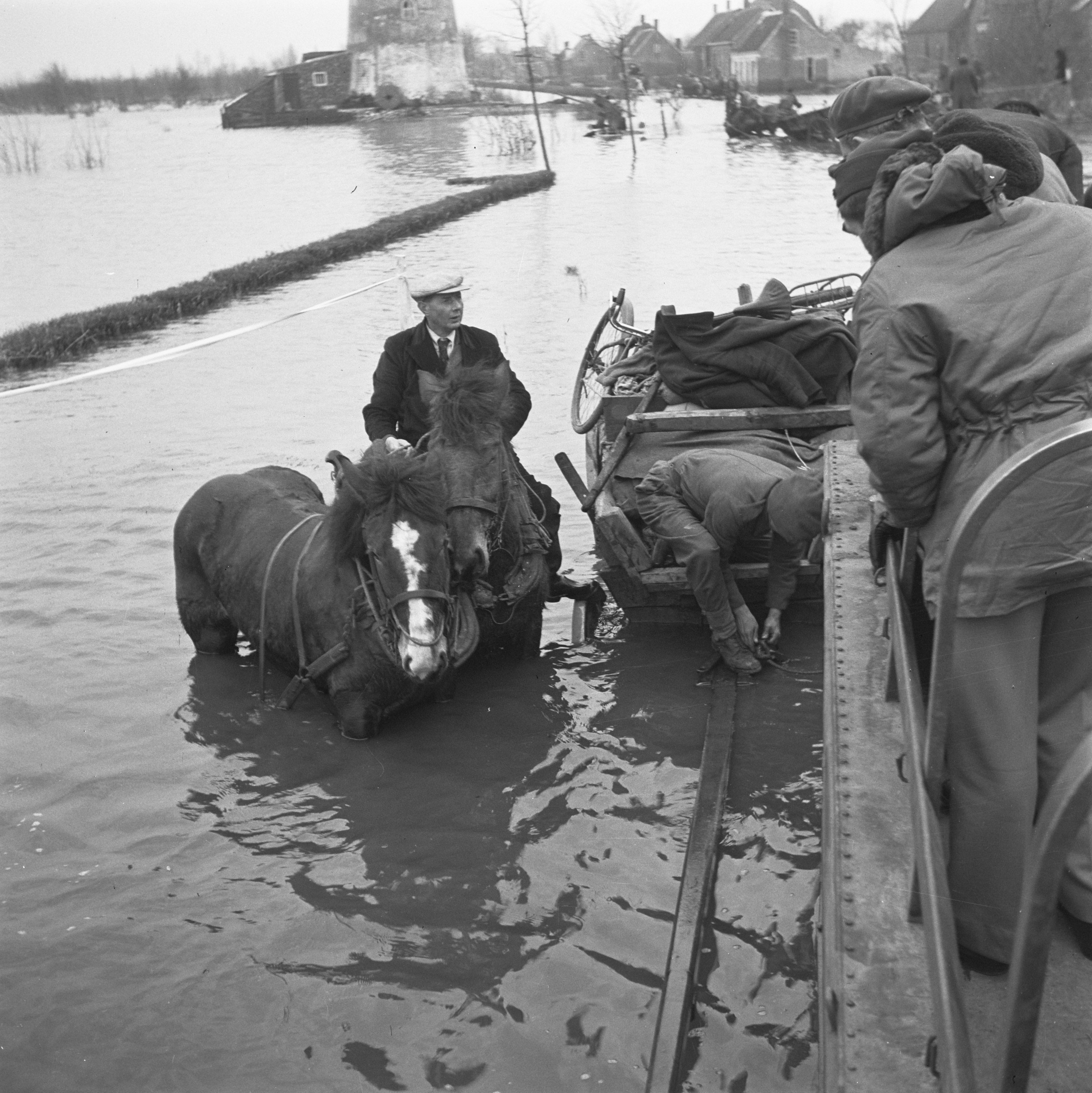
Walcheren, maart 1945. Clement Attlee bezoekt Walcheren met een DUKW

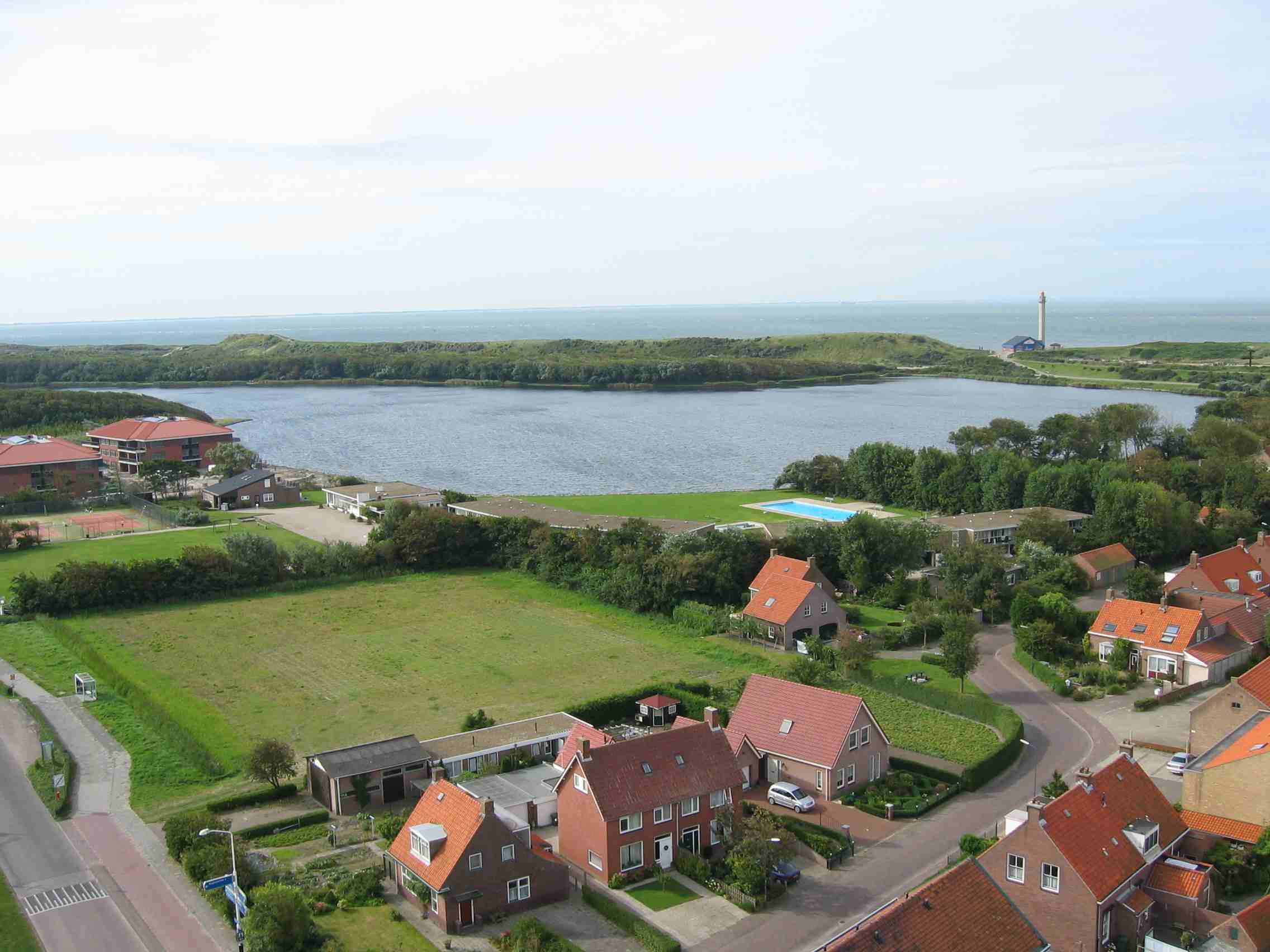
De kreek bij Westkapelle, 2007

Tweemaal per dag stroomde het zeewater met het getij Walcheren binnen en weer uit. Grote, diepe geulen ontstonden landinwaarts bij de plaatsen waar het water binnenstroomde. Ook nu nog zijn deze plaatsen te herkennen in het landschap als kreken of welen vlak bij de zeewering. De lagere gedeeltes stonden permanent onder water, de hogere vielen droog bij laagwater. De dorpskernen, die van oudsher al op hoger gelegen plaatsen waren gesitueerd, bleven vaak droog. Alleen ten oosten van de lijn Veere-Middelburg-Nieuwland-Rammekens (langs het Kanaal door Walcheren), kon het water dankzij oude zeedijken niet binnenstromen. Een deel van dit gebied liep alsnog onder water tijdens de watersnood van 1953, dat was toen de enige overstroming op Walcheren. Naast de vier grote bressen in de zeedijken waren ook elders de zeeweringen beschadigd door oorlogsgeweld, waardoor het water bij vloed op nog drie plaatsen over de dijken heen stroomde. Ook de glooiingen, die de dijken moesten beschermen tegen de golfslag, waren op veel plaatsen beschadigd.
Doordat het water maar langzaam steeg vielen er als direct gevolg van de inundatie weinig slachtoffers. In Westkapelle zijn de meeste slachtoffers onder de bevolking gevallen door het eerste bombardement. Daar zijn ook mensen verdronken doordat ze bekneld zaten onder het puin en niet weg konden komen. Plannen voor evacuatie van de bevolking naar gebieden buiten Walcheren hadden weinig succes, de inwoners gaven er de voorkeur aan te blijven. Meer dan 30.000 mensen verbleven in kleine droge gebieden bij Domburg en Middelburg. Pas na de bevrijding zijn een kleine tienduizend mensen naar Zuid-Beveland geëvacueerd.
Veel vee kon niet worden geëvacueerd en verdronk. Alle vegetatie die in het zoute water stond ging dood en de bodem raakte verzilt, waardoor land- en tuinbouw voor langere tijd bemoeilijkt werd. De voedselsituatie was in het begin nog redelijk, maar door het wegvallen van land- en tuinbouw en veeteelt ontstonden tekorten. Van de 19.000 woningen werden er 3.700 verwoest, 7.700 hadden zware en 3.600 lichte schade. Ook anno 2015 zijn er nog 'waterwoningen' die vochtig zijn doordat het zout in de muren water aantrekt. Voor de getroffen bevolking werden noodwoningen gebouwd, waarvan de laatste tot in de jaren 1970 in gebruik bleven. De infrastructuur die niet verwoest was bij oorlogshandelingen werd door het stromende water vernield en overdekt met slib en zand. Van hoger gelegen delen spoelde soms wel 50 cm grond af, die op andere plaatsen weer werd afgezet. Watergangen en afwateringssloten bleken na de droogmaking vaak volledig dichtgeslibd.

## Dichten van de dijken
Het dichten van de dijken, al in november 1944 begonnen, ondervond ernstige problemen door gebrek aan materialen zoals rijshout en stenen, het ontbreken van voldoende transportmiddelen en de vernielde infrastructuur. De aanwezige mijnenvelden leverden bij werkzaamheden gevaar op. 
Door de werking van het tij was de geul bij de bres van Westkapelle zes kilometer lang geworden. Bij de andere bressen waren ook diepe en lange geulen ontstaan. De totale breedte van de bressen was bijna drie kilometer toen in juli 1945 de operatie om de bressen te sluiten goed op gang kwam. Dat duurde zo lang omdat personeel en materieel uit de rest van Nederland pas na de capitulatie van Nazi-Duitsland op 5 mei 1945 ingezet konden worden. Toen kwam ook zwaar materieel van het leger beschikbaar, zoals bulldozers en vrachtwagens. De Nolledijk bij Vlissingen werd op 3 september gesloten, maar brak drie weken later bij slecht weer opnieuw door. Op 2 oktober werd het gat weer gesloten. Op 12 oktober was ook de dijk bij Westkapelle gedicht, korte tijd later -op 23 oktober- gevolgd door het gat bij Veere. Het westelijke deel van Walcheren, 14.000 hectare groot, was hiermee afgesloten. Tussen Veere en Middelburg werd in de dijk van het Kanaal door Walcheren een gat gemaakt waarna de droogmaking zonder pompen plaats kon vinden door bij eb de sluizen in Vlissingen en Veere open te zetten. Half december was het grootste deel drooggevallen, waarna gemalen het resterende water naar buiten pompten.
In het oostelijk deel van Walcheren stond nog 2.000 hectare onder water. De dijk bij Fort Rammekens werd op 1 december gesloten, maar de gebruikte caisson werd onderspoeld en pas op 5 februari 1946 lukte het om dit gat definitief te dichten. Het gat was in eerste instantie 300 meter breed, maar door afkalving van de dijk onder invloed van de stroming was dit gegroeid tot 750 meter. 
De wederopbouw van Walcheren werd aangegrepen om een herverkaveling door te voeren, waardoor het aanzien van het eiland, voorheen vooral een kreekruggenlandschap, veranderde.

## Caissons
Grote moeilijkheid bij het sluiten van de gaten in de zeedijken was de zeer sterke stroom die ontstaat door de afwisseling van hoog- en laagwater. Bij Vlissingen bedraagt het hoogteverschil bijna vier meter. 'Binnendijks' was dit na de inundatie gemiddeld een meter. Bij het dichten van de dijken werd gebruikgemaakt van in Engeland aanwezige, overtollige caissons zoals die na de landing in Normandië door de geallieerde troepen waren ingezet voor het maken van provisorische havens, de zogeheten Mulberryhavens.
Begonnen werd met het afzinken van zinkstukken, grote matten van gevlochten rijshout, door ze te belasten met natuursteen, om de bodem tegen verder uitschuren te beschermen. Vervolgens werd het gat van weerszijden steeds kleiner gemaakt. Het laatste gat werd afgesloten door er een schip of een caisson in te laten zinken. Zo'n caisson werd, op het water drijvend, naar het stroomgat gesleept. Bij het keren van het tij, als er gedurende een korte tijd nauwelijks stroming was, werd hij afgezonken met explosieven. Bij latere versies werden kleppen geopend, die werden gesloten als de caisson gezonken was. Daarna werd de caisson opgevuld, bijvoorbeeld met zand en/of stenen. Bij de volgende hoogwaterstand was de caisson dan zwaar genoeg om op zijn plaats te blijven. Vaak waren meerdere caissons nodig om een stroomgat te dichten, die dan in meerdere keren geplaatst werden. Vervolgens werd er om de caisson heen een dijklichaam gebouwd.

## Inundatiemonumenten
In 1990 werden op Walcheren gedenktekens geplaatst die herinneren aan de inundatie:
- inundatiemonument Ritthem van Steef Roothaan
- inundatiemonument Veere van David van de Kop
- inundatiemonument Vlissingen van Mari Boeyen
- inundatiemonument Westkapelle van Rudi van de Wint